# Kunzum La
Kunzum La är ett bergspass i Indien.   Det ligger i distriktet Lāhul and Spiti och delstaten Himachal Pradesh, i den norra delen av landet, 400 km norr om huvudstaden New Delhi. Kunzum La ligger 4 551 meter över havet.
Terrängen runt Kunzum La är huvudsakligen bergig, men åt nordväst är den kuperad. Runt Kunzum La är det mycket glesbefolkat, med 3 invånare per kvadratkilometer. Trakten runt Kunzum La är ofruktbar med lite eller ingen växtlighet.